# Allen Goldman
Allen Marshall Goldman (* 18. Oktober 1937 in der Bronx, New York City; † 16. Mai 2025 in Saint Paul) war ein US-amerikanischer experimenteller Festkörperphysiker, der sich insbesondere mit Supraleitern befasste.
Goldman besuchte die Bronx High School of Science und studierte Physik und Chemie an der Harvard University mit dem Bachelor-Abschluss (A. B.) 1958 und wurde 1965 an der Stanford University in Physik promoviert. Im selben Jahr wurde er Assistant Professor und 1975 Professor an der University of Minnesota in Minneapolis, wo er 1992 Institute of Technology Distinguished Professor wurde und 1996 bis 2009 der School of Physics and Astronomy vorstand. 2008 erhielt er den Ehrentitel eines Regents Professor.
Er befasste sich experimentell mit Supraleitern und den Eigenschaften des Elektronentransports in ihnen, und insbesondere mit supraleitenden dünnen Filmen (zweidimensionalen Systemen). In den 1970er Jahren entdeckte er später nach ihm benannte kollektive Anregungen in dünnen supraleitenden Filmen (Carlson-Goldman-Moden, gekoppelte kollektive Anregungen des supraleitenden Teils (Cooper-Paare) und der normalen Quasiteilchen). Er war einer der Pioniere des Studiums von Phasenübergängen in zweidimensionalen Systemen, darunter dem Kosterlitz-Thouless-Übergang in dünnen supraleitenden Filmen und Netzen von Josephson-Übergängen. Er entwickelte mit seiner Gruppe Mitte der 1980er Jahre eine neue Methode extrem dünne supraleitende Filme herzustellen und untersuchte damit den Phasenübergang von Supraleiter zu Isolator in dünnen Filmen, was ein Paradebeispiel für einen Quantenphasenübergang wurde.
Er untersuchte Hochtemperatursupraleiter (HTS), magnetische Supraleiter, Effekte der Unordnung (und in deren Folge Lokalisierung) und supraleitende Nanodrähte. Bei HTS war er an der Entwicklung von Methoden zu deren Herstellung mit Molekularstrahlepitaxie beteiligt, was eine wesentliche Voraussetzung für kontrollierte aussagekräftige Experimente mit HTS ist (Ausschluss von „Dreckeffekten“).
Weiter befasste er sich mit magnetischen Oxiden, Materialien mit schweren Fermionen, topologischen Phasenübergängen und elektrostatischer Modifikation neuartiger Materialien.
2015 erhielt er mit Aharon Kapitulnik und Arthur Hebard und Matthew P. A. Fisher den Oliver E. Buckley Condensed Matter Prize für die Untersuchung des Phasenübergangs Supraleiter-Isolator als Paradigma eines Quantenphasenübergangs (Laudatio). 2002 erhielt er den Fritz London Memorial Prize. Er stand der Sektion Festkörperphysik (Condensed Matter Physics) der American Physical Society (APS) vor.
Er war Fellow der APS (1984) sowie der American Association for the Advancement of Science (1982) und Mitglied der National Academy of Sciences (2007). Von 1966 bis 1970 war er Sloan Research Fellow.
Von 1999 bis 2005 war er Associate Editor der Reviews of Modern Physics.

## Schriften (Auswahl)
- mit Xiang Leng, Javier Garcia-Barriocanal, Boyi Yang, Yeonbae Lee: Indications of an Electronic Phase Transition in 2D YBa2Cu3O7-x Induced by Electrostatic Doping, Phys. Rev. Lett., Band 108, 2012, S. 067004
- mit Yen-Hsiang Lin, J. Nelson: Suppression of the Berezinskii-Kosterlitz-Thouless Transition in 2D Superconductors by Macroscopic Quantum Tunneling, Phys. Rev. Lett., Band 109, 2012, S. 017002
- The Berezinskii-Kosterlitz-Thouless Transition in Superconductors, in: Jorge V. Jose (Hrsg.), 40 Years of Berezinskii-Kosterllitz-Thouless Theory, World Scientific, 2013, S. 135–161
- mit Xiang Leng, Javier Garcia-Barriocanal, Shameek Bose, Yeonbae Lee: Electrostatic Control of the Evolution from a Superconducting Phase to an Insulating Phase in Ultrathin Films of YBa2Cu3O7-x, Phys. Rev. Lett., Band 2011, S. 027001
- Electrostatic Gating of Ultrathin Films, Annual Review of Materials Research, Band 44, 2013, S. 45
- mit J. Garcia-Barriocanal, A Kobrinskii, X. Leng, J. Kinney, B. Yang: Electronically driven superconductor-insulator transition in electrostatically doped La2CuO4+5 thin films, Phys. Rev. B, Band 87, 2013, S. 024509
- mit Yeonbae Lee, Aviad Frydman, Tianran Chen, Brian Skinner: Electrostatic Tuning of the Properties of Disordered Indium Oxide Films near the Superconductor-Insulator Transition, Phys. Rev. B, Band 88, 2013, S. 024509
- mit Yen-Hsiang Lin, J. Nelson: Superconductivity of very thin films: The superconductor–insulator transition, Physica C, Band 514, 2015, S. 130
- mit Yu Chen, Yen-Hsiang Lin, Stephen Snyder, Alex Kamenev: Dissipative superconducting state of non-equilibrium nanowires, Nature Physics, Band 10, 2014, S. 567